# Sébastien Mazé
Sébastien Mazé (Parijs, 8 februari 1984) is een Frans schaker. Hij is in bezit van de titel grootmeester (GM). 

## Loopbaan
Mazé leerde op 8-jarige leeftijd schaken van zijn moeder. Hij behaalde de titel internationaal meester (IM) in 2003 en grootmeester in 2007. Mazé eindigde als tweede achter de Russische grootmeester Evgeny Alekseev in de Master open Toernooi van het Biel Chess Festival in 2008, en volgde daarna met de vierde plaats op het Franse kampioenschap (gewonnen door Étienne Bacrot). Dit kwalificeerde hem voor het Franse nationale team op de Olympiade in Dresden dat jaar, waar hij 3½/6 scoorde. In 2010 eindigde hij op een gedeelde eerste plaats in de Master open in Biel met Alexander Riazantsev, Nadezhda Kosintseva, Vitali Golod, Leonid Kritz, Sébastien Feller en Christian Bauer, en eindigde als zevende na een tiebreak. Mazé deelde de eerste plaats met Étienne Bacrot in de London Chess Classic FIDE Open in 2016. Het jaar daarop eindigde hij opnieuw op de gedeelde eerste plaats in hetzelfde toernooi, dit keer met Gabriel Sargissian en Hrant Melkumyan.
1. ↑  FIDE Standard Ratings as of 30 jun 2024.